# Лушуй
Лушуй (кит. спр. 泸水市, піньїнь: Lúshuĭ Shì) — прикордонне місто-повіт в китайській провінції Юньнань, адміністративний центр Нуцзян-Лісуської автономної префектури.

## Географія
Лушуй лежить у долині річки Салуїн, котра у КНР називається Нуцзян (кит. спр. 怒江, піньїнь: Nù Jiāng), у горах Гендуаншань.

### Клімат
Місто знаходиться у зоні, котра характеризується океанічним кліматом субтропічних нагір'їв. Найтепліший місяць — липень із середньою температурою 18.62 °C. Найхолодніший місяць — січень, із середньою температурою 7.21 °С.
| Клімат Лушуя                 | Клімат Лушуя | Клімат Лушуя | Клімат Лушуя | Клімат Лушуя | Клімат Лушуя | Клімат Лушуя | Клімат Лушуя | Клімат Лушуя | Клімат Лушуя | Клімат Лушуя | Клімат Лушуя | Клімат Лушуя | Клімат Лушуя |
| Показник                     | Січ.         | Лют.         | Бер.         | Квіт.        | Трав.        | Черв.        | Лип.         | Серп.        | Вер.         | Жовт.        | Лист.        | Груд.        | Рік          |
| Абсолютний максимум, °C      | 18           | 21           | 26           | 26           | 27           | 28           | 29           | 28           | 27           | 26           | 21           | 19           | 29           |
| Середній максимум, °C        | 13,2         | 15,4         | 17,9         | 20           | 21,7         | 20,7         | 20,3         | 21,9         | 20,5         | 18,8         | 16,9         | 14,3         | 18,5         |
| Середня температура, °C      | 7,2          | 9,4          | 12,5         | 15,5         | 17,8         | 18,1         | 17,9         | 18,6         | 17,2         | 14,6         | 11           | 8,3          | 14           |
| Середній мінімум, °C         | −1,3         | 0,5          | 3,9          | 7,4          | 10,1         | 13,6         | 14           | 13,1         | 12,2         | 8,1          | 2,7          | −0,2         | 7            |
| Абсолютний мінімум, °C       | −5           | −4           | −2           | 3            | 5            | 8            | 9            | 8            | 7            | 1            | −3           | −5           | −5           |
| Норма опадів, мм             | 46.4         | 38.1         | 62           | 110          | 201.7        | 392.5        | 475          | 399.7        | 320.9        | 255.9        | 31.1         | 24.1         | 2357.4       |
| Днів з опадами               | 4,9          | 5,6          | 9,6          | 14,9         | 21,6         | 28,6         | 30,6         | 30,7         | 29,2         | 22,1         | 5,4          | 3,6          | 206,7        |
| Вологість повітря, %         | 63.7         | 62.4         | 61.5         | 65.3         | 75.5         | 87.5         | 91           | 88.2         | 89.1         | 84.2         | 72.5         | 66.7         | 75.6         |
| ---------------------------- | ------------ | ------------ | ------------ | ------------ | ------------ | ------------ | ------------ | ------------ | ------------ | ------------ | ------------ | ------------ | ------------ |
| Джерело: Weather and Climate |              |              |              |              |              |              |              |              |              |              |              |              |              |